# FULL-TENSION BEATERS
『FULL-TENSION BEATERS』（フルテンション・ビーターズ）は2000年7月26日にavex traxよりリリースされた東京スカパラダイスオーケストラ8作目のアルバム。

## 概要
- ドラムス青木達之の死を受け制作された作品。メンバーの冷牟田竜之がプロデュースを務めた。他の作品と一線を画したロック色の強いハードなサウンドで構成され、レコーディングは主に一発録り形式で行われた。
- 加藤隆志が正式加入して初の作品。またサポートドラマーとして、フィッシュマンズの茂木欣一がレコーディングに全面的に携わる。茂木は翌年の2001年に正式メンバーとして加入する。
- 初回盤のみ、限定特典となる8cmCDが同梱された。

## 収録曲

### DISC.1
1. フィルムメイカーズ・ブリード～頂上決戦～
  - 作曲：冷牟田竜之
  - 本作の先行シングルでMVも制作された。
2. 5 days of TEQUILA
  - 作曲：加藤隆志
  - ベスト・アルバム『The Last』『TOKYO SKA TREASURES 〜ベスト・オブ・東京スカパラダイスオーケストラ〜』『NO BORDER HITS 2025→2001 〜ベスト・オブ・東京スカパラダイスオーケストラ〜』（ファンクラブ限定盤のみ）にも収録された。
3. 燃えよドラゴン
  - 作曲：Lalo Schifrin
4. Skarada Dub
  - 作曲：NARGO　ミキシング：内田直之
  - オリジナルバージョンはシングル「フィルムメイカーズ・ブリード～頂上決戦～」に収録。
5. 勇者の証～Brave Eagle Of Apache～
  - 作曲：NARGO
6. Jon Lord (LIVE Dub)
  - 作曲：冷牟田竜之 / ミキシング：加納直喜
  - 中村達也がサポートドラマーとして参加した『荒野を走る 完結篇』(1999年7月3日 Zepp Tokyo)でのライブ音源を使用。
7. Howlin' Wolves
  - 作曲：冷牟田竜之
8. 動かぬ男～The "BIG MAN" still standing～
  - 作曲：沖祐市
  - シングル「フィルムメイカーズ・ブリード～頂上決戦～」収録ダブバージョンのオリジナル。
9. Monsoon Town
  - 作曲：川上つよし
10. interlude～Howlin' Wolves～
  - 作曲：冷牟田竜之
11. Guts For Saxophone
  - 作曲：冷牟田竜之
12. interlude～Dizzy's Blues～
  - 作曲：Dizzy Gillespie / Steve Jordan / Will Lee / Ginnis Sid MC / Paula W Shaffer
13. Streaming Tears
  - 作曲：沖祐市
14. さよならみなさま
  - 作詞：岡田陽　作曲：柳沢昭
15. In A Sentimental Mood
  - 作曲：Duke Ellington

### DISC.2 （初回限定盤のみ）
1. Taboo SKA
  - 作曲：Margarita Lecuona
2. BLACK NIGHT
  - 作曲：Deep Purple（第2期）